# Gats. Un viatge de tornada a casa
Gats. Un viatge de tornada a casa (títol original en japonès: ルドルフとイッパイアッテナ; Rudorufu to Ippaiattena) és una pel·lícula japonesa animada per ordinador d'aventures dirigida per Kunihiko Yuyama i Motonori Sakakibara. Es va estrenar al Japó el 6 d'agost de 2016 i als cinemes catalans el 29 de setembre de 2017.

## Argument
Rudolf és un petit gat negre domèstic de la petita ciutat de Gifu (a la regió de Chubu, al centre del Japó) que mai ha sortit de casa seva i que es cuidat pel nen Rie, el seu propietari. Quan la mare d'en Rie li demana que visiti la seva àvia per portar-li el menjar, en Rudolf el segueix per tal de satisfer el seu desig de conèixer el món que hi ha fora. Però quan Rudolf fuig escopetejat d'un peixater i es queda a dinss del remolc d'un camió, quan el peixater el colpeja amb una escombra. Un cop es desperta i surt del tràiler es troba amb en Gottalot, un gran gat de carrer amb la cua curta que acompanya a en Rudolf a dormir sota un temple. L'endemà al matí, en Gottalot i en Rudolf recorren la ciutat, mentre Rudolf s'assabenta que en Gottalot té diversos noms per part de la gent es van trobant, però quan li pregunta a en Gottalot si era una mosca, aquest se'n va esbufegant. Poc després, en Rudolf es troba amb un altre gat de nom Buchi, que té el costum d'imitar moviments d'arts marcials i cridar “Hyah”, i li diu a en Rudolf que en Gottalot era conegut com "el tigre de la brossa". També li explica que hi ha un gos perillós amb el nom de Diable. Com en Buchi ofereix que s'hi queda a casa seva, li explica la baralla d'en Gottalot contra un doberman, qui va amenaçar d'esquinçar-li l'orella si tornava. En Buchi escurça la història quan veu una bella gata siamesa i la segueix tot acomiadant-se d'en Rudolf.
De nou al temple, en Gottalot, després d'assabentar-se que en Buchi li ha explicat el seu passat, explica que el seu amo vivia a la casa del costat de la d'en Diable fins que va marxar als Estats Units sense ell. Després que en Gottalot i en Rudolf es trobin amb el Diable, en Gottalot explica que des que es va convertir en un rodamón, el Diable el menysté. Després de reunir-se amb en Buchi, tots tres es colen a l'escola i entren a una aula, on en Rudolf i en Buchi s'interessen pels llibres, animant a en Rudolf a aprendre a llegir i escriure com ells saben. Van passant els dies i en Rudolf va aprenent a llegir, escriure i entendre els caràcters japonesos. Un dia, quan un dels professors està mirant la televisió, en Rudolf veu la seva ciutat natal, Gifu, i decideix tornar-hi tot o ser a més de 150 kilòmetres. Per això, es fica a dins d'un camió sense adonar-se'n que era un camió congelador, però finalment en Gottalot ien Buchi consegueixen recuperar-lo (congelat en un petit bloc de gel) i l'alliberen, a més de guanyar-se una rinya d'en Gottalot per gairebé morir congelat.
Arriba la tardor, i veu en un cartell que hi ha un autobús turístic cap a Gifu. En Rudolf i en Gottalot demanen a en Buchi que persuadeixi a una Fold escocès de nom Misha, qui els revela que el bus surt el 10 de novembre a les 6:30 del matí. Més tard, el Diable fereix a en Gottalot i en Buchi es queda cuidant d'ell mentre en Rudolf alerta el mestre d'escola i el guia. El mestre diu que encara es viu i el porta al veterinari per a que li facin les cures. A l'espera, en Buchi erxplic acom es va fer les ferides i el mestre diu que es quedarà amb ell, ja que necessita repòs durant dues setmanes. A la casa del professor, en Gottalot es disculpa per fer-lo amoïnar, mentre que en Rudolf li dona les gràcies per vigilar-lo, alhora que s'acomiada. En Rudolf s'enfronta en una baralla al Diable i aconsegueix guanyar-lo gràcies al enganys que fa en Buchi. Com que el Diable no sap nedar, demana ajuda i els protagonistes aprofiten per fer-li jurar que mai tornarà a assetjar cap gat. A tot això, en Rudolf perd el bus a Gifu. A mesura que passa el mes, en Gottalot es recupera totalment, però no surt gaire. A la primavera, en Buchi i la Misha tenen cites i el Diable està més tranquil i s'explica que abans que l'amo d'en Gottalot l'abandonés, ell i el Diable eren bons amics, però l'amistat es va trencar llavors. Més endavant, en Gottalot ajuda en Rudolf a reconèixer les regions de les matrícules dels cotxes. Una nit, en Gottalot explica que s'anirà als Estats Units, commocionant a tothom, donat que el seu amo no tornarà ja que estan fent reformes a la seva antiga casa.
L'endemà, Rudolf s'acomiada d'en Gottalot, en Buchi i la Misha, ja que anant canviant de camions i amb contratemps, aconsegueix arribar a casa. Quan entra a la casa descobreix per sorpresa que un altre gatet negre que diuen que es el seu germà petit viu amb la família des d'un any després de la seva marxa. Al saber que de Rudolf, que va viure a la casa un any. després que Rudolf s'havia anat. Al saber que la família només prot tenir un gat, decideix tornar a Tòquio a on es troba amb en Buchi i la Misha. Després descobreixen que en Gottalot no va marxar per que el seu antic amo va tornar després de guanyar molts diners al vendre's el seu negocis. A la nit, mentre en Gottalot, en Buchi, la Misha i en Rudolf (que ara s'anomena Crow) sopen amb altres gats del carrer, aprenen que el Diable sap nedar.

## Recepció
La pel·lícula va aconseguir la cinquena posició a la taquilla el cap de setmana d'estrena al Japó, amb 147.179 entrades i un guany brut de 187,3 milions de iens. Al seu segon cap de setmana, ja havia acumulat 6,6 milions de dòlars i al tercer, 10,2.